# Mel Judah
Mel Judah (Calcutta, 8 ottobre 1947) è un giocatore di poker australiano, noto anche con il soprannome The Silver Fox. Ha iniziato a giocare a poker all'età di 14 anni guardando il padre giocare al Five Card draw.
Ha vinto il suo primo braccialetto delle WSOP nel 1989 nel torneo $1,500 Seven Card Stud. Ha vinto poi il suo secondo braccialetto nel 1997 nel torneo $5,000 Seven Card Stud, sconfiggendo Vasilis Lazarou all'heads-up finale.
È arrivato al tavolo finale del Main Event delle WSOP del 1997, vinto da Stu Ungar, uscendo al terzo posto e guadagnando $371,000.
Tra i suoi successi si citano inoltre un primo posto al Legends of Poker nel 2003 per una prima moneta di $579,375, un quarto posto al Poker Million nel 2006 e un altro primo posto nel 2009 all'Aussie Millions di Melbourne nel torneo $1100 Omaha Hi-Lo.
Al 2009, il totale delle sue vincite nei tornei live supera la cifra di $3,100,000, di cui $1,299,630 vinti grazie ai 36 piazzamenti a premio alle WSOP.
Attualmente vive a Londra.

## Braccialetti delle WSOP
| Anno | Torneo                 | Premio (US$) |
| ---- | ---------------------- | ------------ |
| 1989 | $1,500 Seven-Card Stud | $130,800     |
| 1997 | $5,000 Seven-Card Stud | $176,000     |